# Jorge Rivero
Pour les articles homonymes, voir Rivero.
Jorge Rivero est un acteur et producteur de cinéma mexicain, né le 15 juin 1938 à Mexico (Mexique).

## Filmographie

### Comme acteur
- 1965 : El Asesino invisible : El Enmascarado de Oro
- 1966 : Los Endemoniados del ring
- 1966 : El Mexicano
- 1966 : Jinetes de la llanura
- 1967 : Pedro Páramo : Miguel Páramo
- 1967 : La Vuelta del Mexicano
- 1967 : Pistoleros de la frontera
- 1967 : Arrullo de Dios
- 1967 : Operación 67 : Jorge Rubio
- 1967 : Cómo pescar marido
- 1968 : El tesoro de Moctezuma de René Cardona et René Cardona Jr. : Jorge Rubio
- 1969 : Alerta, alta tension : Jorge Rubio
- 1969 : Al rojo vivo
- 1969 : El Pecado de Adán y Eva : Adán
- 1969 : Mujeres de medianoche : Jorge
- 1970 : Estafa de amor
- 1970 : Prohibido
- 1970 : Confesiones de una adolescente
- 1970 : La Hermanita Dinamita : Roberto Briones
- 1970 : Soldat bleu (Soldier Blue) : Spotted Wolf
- 1970 : Paraíso : Roman
- 1970 : Rio Lobo : Capt. Pierre Cordona aka Frenchy
- 1971 : Aplauso (série TV)
- 1971 : Verano ardiente : Mario Maldonado
- 1971 : La Hora desnuda
- 1971 : Sin salida : Sandro
- 1971 : Los Dos hermanos
- 1971 : Jesús, el niño Dios : Claudio
- 1972 : Trampa mortal
- 1972 : Una Mujer honesta
- 1972 : Hoy he soñado con Dios : Sergio
- 1972 : Indio
- 1972 : Basuras humanas : Mario
- 1972 : Los Hijos de Satanás
- 1973 : Las Cautivas : Arturo.
- 1973 : Los Hombres no lloran : Eladio Garza
- 1973 : Carne de horca : Ricardo
- 1974 : Eroticofollia : Peter Crane
- 1974 : Payo - un hombre contra el mundo
- 1974 : El chofer (série TV) : Jose
- 1974 : The Bullfighters
- 1974 : Las Viboras cambian de piel : El Pistolero
- 1974 : Los Leones del ring
- 1974 : Los Leones del ring contra la Cosa Nostra
- 1974 : Peor que los buitres
- 1974 : El Secuestro
- 1974 : Cabalgando a la luna
- 1975 : El Mejor regalo
- 1975 : El Hombre
- 1975 : El Llanto de la tortuga : Carlos
- 1975 : Acapulco 12-22
- 1975 : Los Caciques
- 1975 : El Caballo del diablo
- 1975 : Bellas de noche
- 1975 : La Montaña del diablo : El Playo
- 1976 : La Playa vacía
- 1976 : Columbo : Question d'honneur (A Matter of Honor) (Série TV) : Carlos
- 1976 : La Loi de la haine (The Last Hard Men) : Cesar Menendez
- 1976 : Beatriz : Ángel
- 1977 : Río de la muerte
- 1977 : El Mexicano (feuilleton TV)
- 1977 : Ángel negro
- 1977 : El Niño y el tiburón
- 1977 : Bellas de noche 2
- 1977 : Pacto de amor (série TV)
- 1977 : Maten al león
- 1977 : Volver, volver, volver : Jorge Montalvo
- 1978 : Juventud sin freno
- 1978 : Manaos (film) : Howard
- 1978 : El Cuatro dedos
- 1978 : Noches de cabaret
- 1978 : Colorado (Centennial) (feuilleton TV) : Broken Thumb
- 1979 : Bordello (TV) : Jeremiah Sanchez
- 1979 : Mojados
- 1979 : Las Cariñosas
- 1979 : Tigre
- 1979 : Erótica : José Luis
- 1979 : El Cortado
- 1979 : Adriana del Rio, actriz
- 1979 : Pasión por el peligro
- 1979 : El Tahúr
- 1979 : Le Jour des assassins (Day of the Assassin) : Vallone
- 1979 : Muñecas de medianoche
- 1980 : Verano salvaje
- 1980 : Golpe a la mafia : Tomas Guerra
- 1980 : Las Tentadoras
- 1980 : Frontera brava
- 1980 : Morir de madrugada : Raul
- 1980 : El Rey de los tahures
- 1981 : Las Mujeres de Jeremías : Jeremías
- 1981 : La Pulquería
- 1981 : Profesor eróticus
- 1981 : Priest of Love : Tony Luhan
- 1981 : Abierto día y noche
- 1982 : Gabriel y Gabriela (série TV)
- 1982 : La Pulquería 2
- 1982 : Jugando con la muerte : David
- 1983 : Las Vedettes
- 1983 : El Mercenario II : David
- 1983 : El Día del compadre : Chema
- 1983 : Conquest (La Conquista) : Mace
- 1984 : Goma-2 : Txema
- 1984 : Entre ficheras anda el diablo - La pulquería 3
- 1986 : La Vida de nuestro señor Jesucristo : Jesucristo (Jesus Christ)
- 1988 : Counterforce (Escuadrón) de José Antonio de la Loma : Harris
- 1988 : Mi fantasma y yo
- 1989 : Dos camioneros con suerte (recongidos en cancus)
- 1989 : Fist Fighter : C.J. Thunderbird
- 1990 : Balada por un amor (série TV)
- 1990 : La Sombra del Tunco
- 1993 : Fist Fighter 2 : Rhino Reinhart
- 1994 : La Croqueuse de diams (Ice) : Vito Malta
- 1994 : Death Match : Vinnie Frotello
- 1995 : With Criminal Intent : George Parker
- 1995 : Guns and Lipstick : Brunner
- 1996 : Warrior of Justice : Verdugo
- 1996 : Le Loup-garou (Werewolf) : Youri
- 1996 : Blue Devil, Blue Devil
- 1998 : La Chacala (série TV) : Javier
- 2001 : The Pearl : Professor Severin Costes

### Comme producteur
- 1975 : El Caballo del diablo